# Тайны мадридского двора
«Изабелла, или Тайны Мадридского двора» — исторический роман Георга Борна, вышедший в 1870 и пользовавшийся определённой популярностью в русскоязычных странах. 
Благодаря этому роману в русском языке появился фразеологизм. Обычно так в шутку говорят о каких-либо тайнах, интригах, секретах вышестоящих лиц, а также по поводу сенсационного разоблачения какой-нибудь тайны. Несмотря на то, что фраза имеет иностранное происхождение, она не имеет эквивалентов в английском языке. Собственно тайнами тайны мадридского двора остаются ненадолго.
Роман повествует о скандальных похождениях испанской королевы Изабеллы II. Однако ещё раньше французский драматург Эжен Скриб написал пьесу «Сказки королевы Наваррской», которую перевели на русский с точно таким же названием. У Михаила Булгакова есть рассказ всё с тем же заглавием.

## Словари
- Ленинградский государственный университет имени А. А. Жданова. Межкафедральный словарный кабинет имени Б. А. Ларина. Словарь автобиографической трилогии М. Горького. — СПб.: Издательство Ленинградского университета им. А. А. Жданова, 1990. — Т. 1, выпуск 6. — С. 296. — 103 с.
- Берков В. П., Мокиенко В. М., Шулежкова С. Г. Большой словарь крылатых слов русского языка: около 4000 единиц. — М.: Русские словари, 2000. — 623 с. — ISBN 5-1700-3655-8.
- Алефиренко М. Ф., Золотых Л. Г. Фразеологический словарь: культурно-познавательное пространство русской идиоматики. — М.: Элпис, 2008. — 469 с. — (Филологические словари русского языка). — ISBN 5-9028-7218-9.
- Ашукин Н. С., Ашукина М. Г. Крылатые слова: литературные цитаты, образные выражения. — М.: Изд-во «Правда», 1986. — С. 617—766.
- Душенко К. В. Цитаты из русской литературы: 5200 цитат от «Слова о полку…» до наших дней. — М.: Эксмо, 2005. — С. 676. — ISBN 5-6992-2938-8.
- Еремеев Ф. А. Энциклопедия читателя. — Екатеринбург: Издательство Уральского университета, 2006. — Т. 6. — С. 21. — 799 с. — (Энциклопедия читателя: литературные, библейские, классические и исторические аллюзии, реминисценции, темы и сюжеты, мифологические и сказочные герои, литературные маски, персонажи и прототипы, реальные и вымышленные топонимы, краткие биографии и рекомендуемые библиографии). — ISBN 5-7525-0680-8.
- Караулов Ю. Н., Российская академия наук. Русский ассоциативный словарь: От стимула к реакции. — М.: АСТ, 2002. — Т. 1. — С. 647. — 781 с. — ISBN 5-1701-5421-6.
- Квеселевич Д. И. Русско-английский словарь ненормативной лексики : около 7000 фразеологических единиц. — М.: «Русский язык», 1998. — С. 605. — 704 с. — ISBN 5-2000-1833-1.
- Hartge, Kerstin; Babiel, Nikolai; Koplin, Ute. Barron's Russian dictionary. — Barron’s[англ.], 1997. — 331 с. — ISBN 0-8120-9825-0.

## Исследования
Почему «Тайны Мадридского двора»? // Институт русского языка Академии наук СССР «Русская речь» : Издание АН СССР. — М.: «Наука», 1987. — Вып. 1-3. — С. 140.